# Wladimir Pomar
Wladimir Ventura Torres Pomar, ou simplesmente Wladimir Pomar (Belém, 14 de julho de 1936 — São Bernardo do Campo, 9 de junho de 2023) foi um jornalista e escritor brasileiro. Militante político, desde 1949, ajudou a reorganizar o Partido Comunista do Brasil (PCdoB), em 1962 e foi membro do Comitê Central do partido, de onde foi expulso, em 1981.

## Carreira
Preso durante a Ditadura militar no Brasil, atuou clandestinamente durante a década de 1970 até a extinção do AI-5, em 1978, por Ernesto Geisel. Foi um dos fundadores do Partido dos Trabalhadores (PT) e integrou a executiva nacional do PT (1984–1990). Foi coordenador-geral da campanha presidencial de Luiz Inácio Lula da Silva, em 1989, recebendo apoio do PCdoB, tendo ele que reunir-se por diversas vezes com os mesmos dirigentes que deferiram seu pedido de expulsão, entre eles João Amazonas e Renato Rabelo.
Colaborava regularmente com o jornal Correio da Cidadania e a revista Teoria e Debate.
É autor de diversos livros e estudos sobre a China, entre os quais Enigma chinês: capitalismo e socialismo (Alpha Ômega); China, o dragão do século XIX (Ática); Revolução Chinesa (Ed. Unesp) e China - Desfazendo mitos (Publisher Brasil).
Outra vertente de suas obras aborda a história do Brasil e da esquerda brasileira. É o caso de Araguaia, o partido e a guerrilha (Brasil Debates) Pedro Pomar: uma vida em vermelho (Xamã), Quase lá, Lula e o susto das elites (Brasil Urgente), Um mundo a ganhar (Viramundo) e Brasil em 1990 e era Vargas (Ática).
Era filho de Pedro Pomar fundador do Partido Comunista do Brasil (PCdoB), assassinado durante o ataque a tiros à casa 767 da rua Pio XI, no bairro da Lapa, onde o Comitê Central do PCdoB esteve reunido entre 11 e 15 de dezembro de 1976. Este episódio ficaria conhecido como Chacina da Lapa. É pai de nacional do PT Valter Pomar, membro da Direção Nacional do PT.
Atuava no setor de importação de produtos chineses para o MERCOSUL.